# Agnes Keyser
Agnes Keyser, född 1852, död 1941, var en brittisk filantrop. Hon hade en tid ett förhållande med Edvard VIII. 
Agnes Keyser var dotter till en förmögen affärsman. Hon förblev ogift. Hon presenterades år 1898 för Edvard VIII, och paret inledde ett inofficiellt förhållande, som varade till Edvards död 1910. 
Hon öppnade år 1900 på Edvard VIII:s förslag militärsjukhuset King Edward VII's Hospital för sårade officerare i sin bostad på Grosvenor Crescent, och drev detta tillsammans med sin syster Fanny under namnet Syster Agnes.